# Голідей-Сіті-Саут (Нью-Джерсі)
Голідей-Сіті-Саут (англ. Holiday City South) — переписна місцевість (CDP) в США, в окрузі Оушен штату Нью-Джерсі. Населення — 4124 особи (2020).

## Географія
Голідей-Сіті-Саут розташований за координатами 39°57′15″ пн. ш. 74°14′14″ зх. д. / 39.95417° пн. ш. 74.23722° зх. д. (39.954094, -74.237294).  За даними Бюро перепису населення США в 2010 році переписна місцевість мала площу 5,14 км², з яких 5,08 км² — суходіл та 0,06 км² — водойми.

## Демографія
Згідно з переписом 2010 року, у переписній місцевості мешкало 3689 осіб у 2257 домогосподарствах у складі 1103 родин. Густота населення становила 718 осіб/км².  Було 2460 помешкань (479/км²).
Расовий склад населення:
| - 92,2 % — білих - 5,6 % — чорних або афроамериканців - 0,7 % — азіатів - 0,1 % — вихідців з тихоокеанських островів - 0,1 % — корінних американців |

До двох чи більше рас належало 0,9 %. Частка іспаномовних становила 2,6 % від усіх жителів.
За віковим діапазоном населення розподілялося таким чином: 2,7 % — особи молодші 18 років, 23,9 % — особи у віці 18—64 років, 73,4 % — особи у віці 65 років та старші. Медіана віку мешканця становила 75,6 року. На 100 осіб жіночої статі у переписній місцевості припадало 70,2 чоловіків;  на 100 жінок у віці від 18 років та старших — 68,9 чоловіків також старших 18 років.
Середній дохід на одне домашнє господарство  становив 53 403 долари США (медіана — 35 743), а середній дохід на одну сім'ю — 61 020 доларів (медіана — 49 609). Медіана доходів становила 27 203 долари для чоловіків та 35 160 доларів для жінок. За межею бідності перебувало 7,7 % осіб, у тому числі 26,2 % дітей у віці до 18 років та 5,6 % осіб у віці 65 років та старших.
Цивільне працевлаштоване населення становило 1135 осіб. Основні галузі зайнятості: освіта, охорона здоров'я та соціальна допомога — 40,5 %, публічна адміністрація — 14,1 %, роздрібна торгівля — 10,8 %, науковці, спеціалісти, менеджери — 7,9 %.